# Tomašica (Prijedor, BiH)
Tomašica je naseljeno mjesto u sastavu općine Prijedor, Republika Srpska, BiH.

## Stanovništvo
| Tomašica           |               |               |               |
| godina popisa      | 1991.         | 1981.         | 1971.         |
| Srbi               | 688 (75,77 %) | 759 (68,31 %) | 970 (73,87 %) |
| Hrvati             | 160 (17,62 %) | 237 (21,33 %) | 324 (24,67 %) |
| Muslimani          | 0             | 2 (0,18 %)    | 0             |
| Jugoslaveni        | 36 (3,96 %)   | 76 (6,84 %)   | 0             |
| ostali i nepoznato | 24 (2,64 %)   | 37 (3,33 %)   | 19 (1,44 %)   |
| ukupno             | 908           | 1111          | 1313          |

## Masovna grobnica
U listopadu 2013. Međunarodna komisija za nestale osobe  otkrila je jednu od najvećih masovnih grobnica iz Rata u BiH u  selu i prema iskazima svjedoka grobnica sadrži oko 1000 bošnjačkih i hrvatskih žrtava koje su ubile srpske snage.

### Ekshumacija žrtava
Do 7. studenoga 2013. broj ostataka muškaraca, žena i djece iznosio je 430. Dana 19. srpnja 2014. izvršen je ukop 284 žrtve koje su prethodno identificirane u istražnom centru u Šejkovači.

### Međunarodni sud u Haagu
Međunarodni sud za ratne zločine počinjene na području bivše Jugoslavije (ICTY) prikuplja dokaze s područja Tomašice za moguću upotrebu u tužilaštvu. ICTY je dosada osudio 16 bosanskih Srba u iznosu od 230 godina zatvora za ratne zločine počinjene u Tomašici.
U masovnoj grobnici u Tomašici uglavnom su tijela ubijenih Bošnjaka i Hrvata s prijedorskog područja. Prema nekim ranijim procjenama Tomašica krije još mnogo žrtava.
Istraživačko dokumentacijski centar (IDC) navodi da je u periodu od 1991. do 1995. ubijeno ili nestalo oko 5200 građana Prijedora, uglavnom Bošnjaka i Hrvata.